# Hélio Adelar Rubert

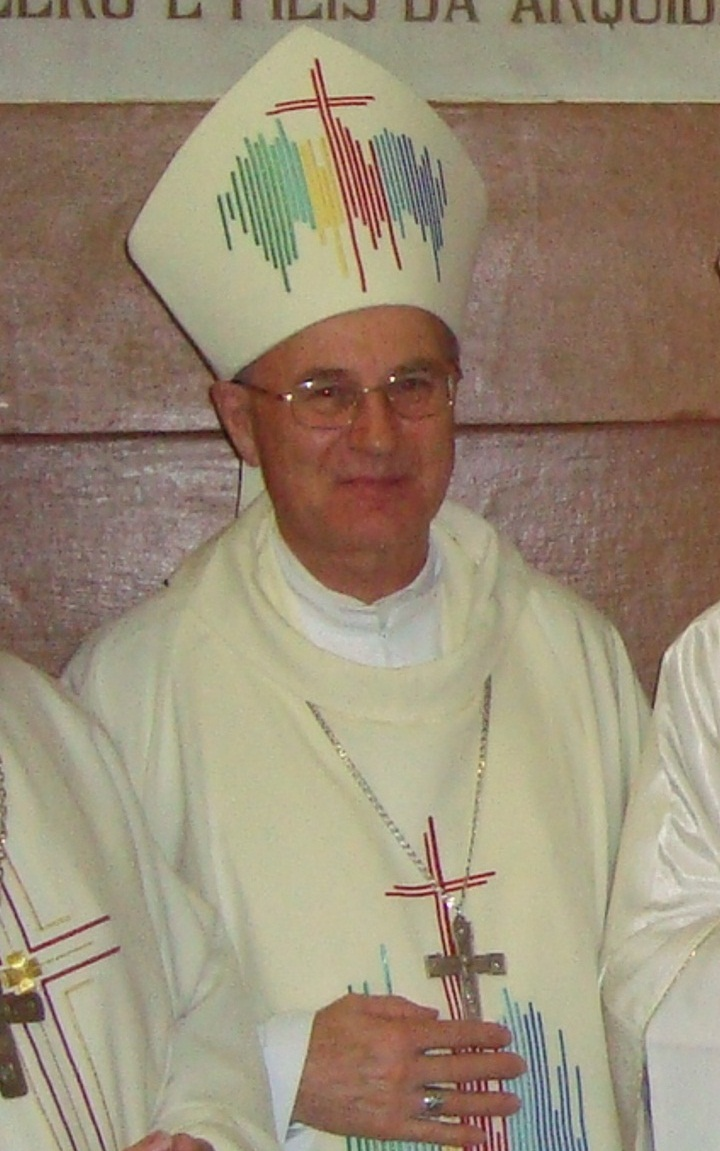
Hélio Adelar Rubert

Hélio Adelar Rubert (* 11. Mai 1945 in Segredo, Bundesstaat Rio Grande do Sul) ist ein brasilianischer Geistlicher und emeritierter römisch-katholischer Erzbischof von Santa Maria.

## Leben
Hélio Adelar Rubert besuchte das Kleine Seminar São José des Bistums Santa Maria. Anschließend studierte er Philosophie und Katholische Theologie am Priesterseminar in Viamão. Rubert empfing am 18. Dezember 1971 das Sakrament der Priesterweihe für das Bistum Santa Maria.
Rubert war von 1971 bis 1975 als Pfarrvikar in Cachoeira do Sul tätig, bevor er Spiritual und Lehrer am Kleinen Seminar des Bistums Santa Maria sowie Geistlicher Begleiter der am Priesterseminar in Viamão studierenden Seminaristen des Bistums Santa Maria wurde. 1986 wurde Hélio Adelar Rubert für weiterführende Studien nach Rom entsandt, wo er 1989 am Päpstlichen Athenaeum Sant’Anselmo ein Lizenziat im Fach Liturgiewissenschaft erwarb. Nach der Rückkehr in seine Heimat lehrte er Liturgie am Priesterseminar in Santa Maria. Daneben war Rubert Pfarrer der Pfarrei Ressurreição in Santa Maria (1990–1994) sowie Rektor der Wallfahrtsbasilika Unsere Liebe Frau Mittlerin aller Gnaden (1994–1999).
Papst Johannes Paul II. ernannte ihn am 4. August 1999 zum Weihbischof in Vitória und zum Titularbischof von Flenucleta. Der Erzbischof von Vitória, Silvestre Luís Scandián SVD, spendete ihm am 3. Oktober desselben Jahres in der Wallfahrtsbasilika Unsere Liebe Frau Mittlerin aller Gnaden in Santa Maria die Bischofsweihe; Mitkonsekratoren waren José Ivo Lorscheiter, Bischof von Santa Maria, und João Bráz de Aviz, Bischof von Ponta Grossa. Sein Wahlspruch In caritate exemplum („Ein Vorbild in der Liebe“) stammt aus 1 Tim 4,12 .
Am 24. März 2004 wurde er zum Bischof von Santa Maria ernannt. Mit der Erhebung zum Erzbistum am 13. April 2011 wurde er zum Erzbischof von Santa Maria ernannt. Vom 11. Juni 2014 bis 15. März 2015 war Hélio Adelar Rubert zudem Apostolischer Administrator von Cruz Alta.
Papst Franziskus nahm am 2. Juni 2021 das von Hélio Adelar Rubert aus Altersgründen vorgebrachte Rücktrittsgesuch an.